# Contracte social
Contracte social és una expressió que s'utilitza en filosofia, ciència política i sociologia en al·lusió a un acord real o hipotètic realitzat en l'interior d'un grup pels seus membres, com per exemple el que s'adquireix en un estat en relació als drets i deures de l'estat i dels seus ciutadans. Es parteix de la idea que tots els membres del grup estan d'acord per voluntat pròpia amb el contracte social, en virtut de la qual cosa romanen en dit grup.
El contracte social, com a teoria política explica, entre altres coses, l'origen i propòsit de l'Estat i dels drets humans. L'essència de la teoria (que la seva formulació més coneguda és la proposta de Jean-Jacques Rousseau) és la següent: per a viure en societat, els éssers humans acorden un contracte social implícit, que els atorga certs drets a canvi d'abandonar la llibertat de la qual disposarien en estat de naturalesa. Sent així els drets i deures dels individus, les clàusules del contracte social; i l'Estat, l'entitat creada per a fer complir amb el contracte. De la mateixa manera, els homes poden canviar els termes del contracte si així ho desitgen; els drets i deures no són immutables o naturals. D'altra banda, més drets implica majors deures i menys drets, menys deures.

## Història
La teoria del contracte social ve de molt antic; en la República de Plató (al voltant de l'any 360 aC) Glaucó suggereix que la justícia és un 'pacte' entre egoistes racionals, mentre que Ciceró (106-43 aC) situa una teoria similar a la fi del període de la República Romana. El primer filòsof modern que va articular una teoria contractualista detallada va ser Thomas Hobbes (1588-1679), amb la seva opinió que els homes en l'estat de naturalesa cedien els seus drets individuals a un sobirà fort a canvi de protecció. John Locke (1634-1704) també va plantejar una teoria contractual. A diferència de Hobbes, Locke creia que cada home feia un contracte amb els altres per a un determinat tipus de govern però que es podia modificar o fins i tot abolir el govern.

## El Contracte Social de Rousseau
Jean-Jacques Rousseau (1712-1778), en el seu influent tractat El contracte social publicat en 1762, va dibuixar una versió diferent de la teoria contractual. La teoria de Rousseau té molts punts en comú amb la tradició individualista de Locke, encara que també es diferencia d'aquella en molts aspectes. El postulat de Rousseau, que dona nom a aquesta teoria, empra el llenguatge jurídic propi de les relacions privades entre els homes. Aquest pensador, a partir de la seva observació de la societat, constituïda per masses sotmeses al Rei, discorre sobre el vincle que existeix entre el sobirà i els súbdits. Descarta que el vincle es trobi en la força o la submissió, sinó que pel contrari, els homes voluntàriament renuncien a un estat de natural innocència per a sotmetre's a les regles de la societat, a canvi de beneficis majors inherents a l'intercanvi social. Aquest consentiment voluntari es materialitza a través d'un contracte, "social" en aquest cas.
Per a Rousseau, l'home primigeni (el qual estava en l'Estat de naturalesa) és un ésser sense maldat, en el qual predominen dos sentiments bàsics: l'amor de si, és a dir l'instint d'autoprotecció i la pietat (repugnància pel sofriment aliè), però a mesura que va creixent la població es van ajuntant grups, aquesta unió crea falses necessitats, per a cobrir-les l'home inventa l'agricultura i la ramaderia, però quant més té l'home més desitja, i certes persones acumulen riqueses, aquests sofrint per les seves vides i per les seves riqueses a causa dels recels creats promouen un pacte, aquest pacte serà el primer codi jurídic.

## Noves Teories
John Rawls (1921-2002) va proposar una teoria contractual amb reminiscències kantianes segons la qual, des d'una hipotètica posició original, i deixant a un costat les seves capacitats i preferències individuals, éssers racionals situats sota un vel d'ignorància es posarien d'acord per a establir uns principis generals de la justícia.